# Lista meczów reprezentacji Australii w piłce nożnej mężczyzn prowadzonej przez Guusa Hiddinka

## Oficjalne międzynarodowe spotkania
| Nr | Przeciwnik     | Miejsce                | Data                | Impreza                             | Wynik                                        |
| -- | -------------- | ---------------------- | ------------------- | ----------------------------------- | -------------------------------------------- |
| 1  | Wyspy Salomona | Sydney                 | 3 września 2005     | eliminacje Mistrzostw Świata        | 7:0 (3:0)                                    |
| 2  | Wyspy Salomona | Honiara                | 7 września 2005     | eliminacje Mistrzostw Świata        | 2:1 (1:0)                                    |
| 3  | Jamajka        | Londyn Wielka Brytania | 9 października 2005 | mecz towarzyski                     | 5:0 (2:0)                                    |
| 4  | Urugwaj        | Montevideo             | 12 listopada 2005   | eliminacje Mistrzostw Świata, baraż | 0:1 (0:1)                                    |
| 5  | Urugwaj        | Sydney                 | 16 listopada 2005   | eliminacje Mistrzostw Świata, baraż | 1:0, po dogrywce, karne: 4:2 (1:0, 1:0, 1:0) |
| 6  | Grecja         | Melbourne              | 25 maja 2006        | mecz towarzyski                     | 1:0 (1:0)                                    |
| 7  | Holandia       | Rotterdam              | 4 czerwca 2006      | mecz towarzyski                     | 1:1 (0:1)                                    |
| 8  | Liechtenstein  | Ulm Niemcy             | 7 czerwca 2006      | mecz towarzyski                     | 3:1 (1:1)                                    |
| 9  | Japonia        | Kaiserslautern Niemcy  | 12 czerwca 2006     | finały Mistrzostw Świata            | 3:1 (0:1)                                    |
| 10 | Brazylia       | Monachium Niemcy       | 18 czerwca 2006     | finały Mistrzostw Świata            | 0:2 (0:0)                                    |
| 11 | Chorwacja      | Stuttgart Niemcy       | 22 czerwca 2006     | finały Mistrzostw Świata            | 2:2 (1:1)                                    |
| 12 | Włochy         | Kaiserslautern Niemcy  | 26 czerwca 2006     | finały Mistrzostw Świata            | 0:1 (0:0)                                    |

Bilans
|                 | zwycięstwa | remisy | porażki |
| ogółem          | 7          | 2      | 3       |
| dom             | 3          | 0      | 0       |
| wyjazd          | 1          | 1      | 1       |
| neutralny teren | 3          | 1      | 2       |

|                 | strzelone | stracone |
| ogółem          | 25        | 10       |
| dom             | 9         | 0        |
| wyjazd          | 3         | 3        |
| neutralny teren | 13        | 7        |